# Catholice fidei defensionem

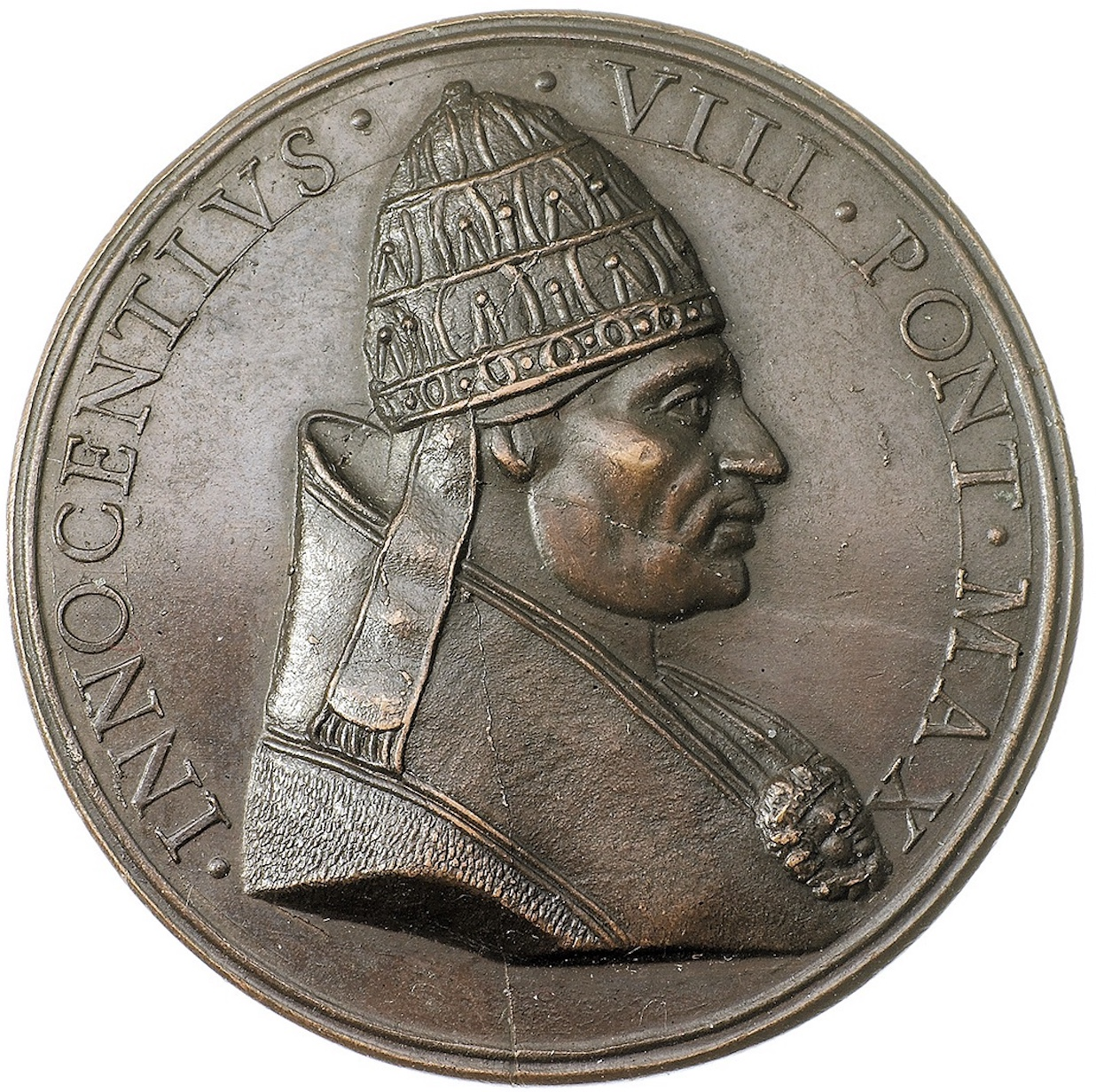
Papa Innocencio VIII

Catholice fidei defensionem es una bula papal emitida por el papa Inocencio VIII el 12 de julio de 1486 que concede indulgencias plenarias a quienes participaron en la guerra de Casimiro IV Jagellón contra el Imperio otomano..
La Iglesia de la Santa Cruz, Pătrăuți, inaugurada por Esteban el Grande en 1487, contiene una pintura de una procesión de los santos para encontrar y alzar la Santa Cruz. Estudios recientes han demostrado que existe un vínculo entre esta pintura y la bula.